# مونو نو آواره

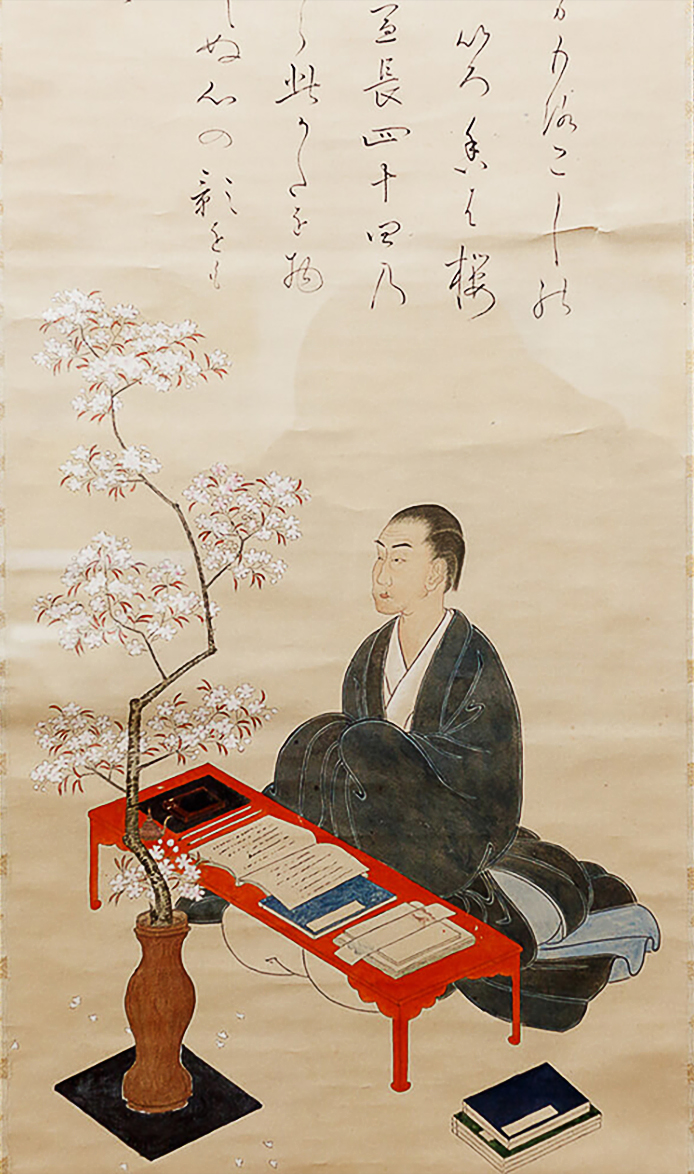
موتواوری نوریناگا

مونو نو آواره یا مونو نو آهاره (به ژاپنی: 物の哀れ,Mono no aware) به معنی ترحم نسبت به چیزها یا احساس همدردی نسبت به چیزها یا حساسیت به فانی بودن است. یک عبارت یا اصطلاح ژاپنی است که برای توصیف آگاهی از ناپایداری امور مادی (یکی از سه نشان هستی دین بودا)، یا اصل نپایندگی (無常, mujō) به‌کار می‌رود. مونو نو آواره واژه ای است که بیانگر عواطف و حالات عمیقی از غم و حسرت است که در اثر تغییر فضا و حالت چهار فصل، عشق و جدایی بین زن و مرد، والدین و فرزندان یا دوستان به وجود می‌آید همچنین به معنای «شناخت دل‌های مردم» از طریق بینش عمیق است.
این کلمه از اواسط قرن دهم تا اواسط دوره هی‌آن به کار می‌رفت و ۱۲ نمونه از کاربرد در داستان گنجی وجود دارد. این یک استاندارد از نظر سبک زندگی در آن زمان بود.
این عبارت در قرن هیجدهم در دوره ادو توسط محقق و پژوهشگر فرهنگی ژاپن موتواوری نوریناگا در اصل این عبارت را در نقد ادبی داستان گنجی به‌کار برده شد ولی بعداً در توصیف آثار مشابه ژاپنی مانند مان‌یوشو نیز به‌کار برده شد و به‌عنوان پایه‌ای از فلسفهٔ ادبی او درآمد و سرانجام این عبارت به یکی از اجزای فرهنگ ژاپن تبدیل شد.